# Chiesa dell'Addolorata alla Pigna
La chiesa dell'Addolorata alla Pigna è una delle chiese storiche di Napoli, sita nel quartiere Arenella.

## Storia e descrizione
L'edificio di culto sorse nel periodo in cui Napoli e il suo Regno, erano governati da Ferdinando II. Fu proprio grazie alle varie soldatesche del sovrano, che la chiesa in oggetto fu costruita.
I vari padiglioni militari, si esercitavano nella zona dell'attuale Pigna che, all'epoca, era abitata perlopiù da contadini; proprio ad opera di questi ultimi, i soldati si convinsero di erigere una chiesa per espletare la propria spiritualità. La struttura di culto fu così dedicata all'Addolorata. Il materiale per la costruzione fu estratto dalle cave di Soccavo, luogo in cui fu anche ricavata la manodopera, composta da malviventi: infatti, in questo luogo, vi lavoravano i criminali condannati a pagare la propria pena, attraverso i lavori forzati.
L'interno della chiesa ha una pianta ottagonale, copiata sui riferimenti della sagrestia della basilica di San Francesco di Paola, ma con costoloni e bifore gotiche. È custode anche di una tela di Raffaele Iodice e raffigurante la Madonna, mentre, in una cappella laterale vi è una scultura lignea ottocentesca di Sant'Anna e la Vergine bambina. All'esterno, elemento architettonico di spicco è la statuetta in stucco raffigurante l'Addolorata.